# فرجينيا ساتير
فرجينيا ساتير (بالإنجليزية: Virginia Satir)‏ (26 حزيران 1916 – 10 أيلول 1988) كانت كاتبة أمريكية وأخصائية اجتماعية، والمعروفة في تخصصها لعلاج الأسر وعملها في إعادة أعمار الأسرة - وهي على نطاق واسع تعتبر «أم العلاج الأسري» وكتابها الأكثر شهرة هو (موحد العلاج الأسري)، 1964، Peoplemaking، 1972، وإن Peoplemaking الجديدة، 1988.
كما أنها معروفة لخلق فرجينيا ساتير كنموذج لعملية التغيير، وهذا نموذج النفسي وضعهتا من خلال الدراسات السريرية. إدارة التغيير ومعلمو التنظيمي لل1990s و 2000s في تبني هذا النموذج لتحديد اثارهفي كيفية تغيير المنظمات.

## بداية حياتها
وُلدت ساتير في 26 يونيو عام 1916 في نيلسفيل في ويسكونسن، وهي الأكبر بين خمسة أطفال في العائلة، والدها أوسكار ألفريد رينارد باجنكوف ووالدتها ميني هابي باجنكوف. عانت ساتير عندما كانت في الخامسة من عمرها من التهاب الزائدة الدودية. رفضت والدتها التي كانت عالمة مسيحية متدينة نقلها إلى الطبيب. وبحلول الوقت الذي قرر فيه والد ساتير أن يتجاهل قرار زوجته كانت زائدتها الدودية قد انفجرت. تمكن الأطباء من إنقاذ حياتها لكنها أُجبرت على البقاء في المشفى لعدة أشهر.
كانت ساتير طفلة فضولية وعلّمت نفسها القراءة في سن الثالثة، وبحلول التاسعة كانت قد قرأت جميع الكتب في مكتبة مدرستها الصغيرة المكونة من غرفة واحدة. قررت ساتير منذ كانت في الخامسة من عمرها أن تصبح (باحثة للأطفال عن آبائهم) عندما تكبر. أوضحت لاحقًا «لم أكن أعرف تمامًا ما الذي أريده، لكنني أدركت أن الكثير من العائلات لم تلتق ببعضها».
أصرت والدتها في عام 1929 على انتقال الأسرة من مزرعتها إلى ميلواكي حتى تتمكن ساتير من الذهاب إلى المدرسة الثانوية. تزامنت سنوات ساتير في المدرسة الثانوية مع فترة الكساد الكبير، عملت لمساعدة أسرتها بوظيفة ذات دوام جزئي ودرست أيضًا أكبر عدد ممكن من المواد حتى تستطيع التخرج مبكراً. حصلت في عام 1932 على شهادة الدراسة الثانوية وسجلت على الفور في كلية ميلواكي الحكومية للمعلمين (تدعى الآن جامعة ويسكونسن - ميلواكي.) عملت بدوام جزئي في إدارة الأعمال وفي متجر غيمبلز من أجل تحمل تكاليف تعليمها، كما زادت دخلها عن طريق العمل كجليسة أطفال. تخرجت بدرجة البكالوريوس في التعليم وعملت كمدرسة لبضع سنوات.
درست لمدة ثلاثة فصول دراسية في جامعة نورث وسترن في شيكاغو ابتداءً من عام 1937. ثم تفرغت لدوام كامل في كلية إدارة الخدمات الاجتماعية بجامعة شيكاغو. أنهت دراستها المتعلقة بدرجة الماجستير في عام 1943 وقدمت أطروحتها للحصول على الشهادة في عام 1948.

## مهنة العلاج
بدأت ساتير العمل في عيادة خاصة بعد تخرجها من مدرسة العمل الاجتماعي. وعملت بحلول عام 1955 في معهد إلينوي للطب النفسي، وشجعت المعالجين الآخرين على التركيز على العائلات بدلاً من المرضى الأفراد. انتقلت إلى كاليفورنيا بحلول نهاية العقد حيث أسست معهد الأبحاث العقلية (MRI) في بالو ألتو في كاليفورنيا. تلقى معهد الابحاث العقلية منحة من المعهد الوطني للصحة العقلية في عام 1962 مما سمح له ببدء أول برنامج تدريبي للعلاج الأسري، نُصّبت ساتير كمديرة للتدريب.

### الافكار الجديدة
نصت إحدى أكثر الأفكار الجديدة المبتكرة لساتير في ذلك الوقت على أن «المشكلة السطحية نادراً ما كانت هي المشكلة الحقيقية نفسها إنما كان تعامل الأشخاص مع المشكلة هو ما يسببها.» قدمت ساتير أيضًا نظرية تحدثت عن المشكلات الخاصة التي يمكن أن يسببها تدني احترام الذات في العلاقات.
اهتمت ساتير بافكار التواصل الاجتماعي وأنشأت مجموعتين لمساعدة الأفراد في العثور على المختصين في مجال الصحة العقلية أو على الأشخاص الذين يعانون من مشاكل مماثلة لمشاكلهم. أسست في عام 1970 مجموعة (أناس جميلون)، والتي أصبحت تعرف فيما بعد باسم (الشبكة الدولية لموارد التعلم البشري). أسست في عام 1977 شبكة أفانتا والتي تغير اسمها إلى شبكة فيرجينيا ساتير العالمية في عام 2010.
عُينت ساتير بعد ذلك بعامين في اللجنة التوجيهية للجمعية الدولية للعلاج الأسري وأصبحت عضوًا في المجلس الاستشاري للمجلس الوطني لاحترام الذات.
قٌدم لها العديد من شهادات الدكتوراه الفخرية مثل شهادة الدكتوراه في العلوم الاجتماعية من جامعة ويسكونسن ماديسون عام 1978.

### الجوائز والأوسمة المقدمة لها
- حصلت في عام 1976 على الميدالية الذهبية عن خدمتها المتميزة والمستمرة للبشرية من جامعة شيكاغو.
- حصلت في عام 1978 على الدكتوراه الفخرية في العلوم الاجتماعية من جامعة ويسكونسن ماديسون.
- اختيرت في عام 1982 كاحدى القادة الإثني عشر الأكثر نفوذاً في العالم من قبل حكومة ألمانيا الغربية.
- سميت في عام 1984 الرئيس الفخري لمؤسسة بيرز (التطبيق العملي لمهارات العلاقة الحميمة).[11]
- كتبت مجلة التايم في عام 1985 انها «تستطيع ملء أي قاعة في البلاد» بعد إسهامها الرائع في مؤتمر تطور العلاج النفسي في فينيكس في أريزونا.
- اختيرت في عام 1985 من قبل الأكاديمية الوطنية للافعال المرموقة كعضو في لجنة مكونة من شخصين لتقديم مشورة تتعلق بالمخاوف الصحية إلى كونغرس الولايات المتحدة الأمريكية.
- اختيرت في عام 1986 كعضو في المجلس الدولي للحكماء، وهو مجلس يتكون من الحائزين على جائزة نوبل للسلام.
- أصبحت في عام 1987 عضو فخري في الجمعية الطبية التشيكوسلوفاكية.
- كُرمت في قاعة التميز للعمل الاجتماعي في كاليفورنيا.
- اعتبرت المعالجة الأكثر شهرة في نتائج دراستين عن الأطباء النفسيين وعلماء النفس والأخصائيين الاجتماعيين.

## عملها وتأثيرها
كان عمل ساتير تحت هدف «السعي نحو الإنسانية الكاملة». كانت تزرع باستمرار بذور الأمل في تحقيق السلام العالمي. إذ قالت: «الأسرة هي صورة مصغرة. ومن خلال معرفة كيفية معالجة الأسرة سنعرف كيفية شفاء العالم». أنشأت اعتمادا على هذه النظرة العامة مجموعات تدريب مهنية في الشرق والشرق الأوسط وأوروبا الغربية والشرقية وأمريكا الوسطى واللاتينية وروسيا. يعد كل من معهد الاتصالات الدولية وشبكة أفانتا والشبكة الدولية لموارد التعلم الإنساني أمثلة ملموسة على تعليم الناس كيفية التواصل مع بعضهم البعض ثم توسيع شبكة التواصل.
دُرست اعمالها على نطاق واسع في منتصف سبعينيات القرن العشرين من قبل مؤسسي البرمجة اللغوية العصبية (NLP) ريتشارد باندلر وجون جريندر الذين استخدما اعمالها كاحدى النماذج الأساسية الثلاثة للبرمجة اللغوية العصبية. تعاون باندلر وجريندر أيضًا مع ساتير في تأليف كتاب (التغيرات في الاسرة) في العلوم والسلوكيات والذي حمل عنوان فرعي هو (كتاب التعليم الإضافي للإنسان). تعتبر شبكة فيرجينيا ساتير العالمية (التي أطلقت عليها ساتير في الأصل اسم فانتا) منظمة دولية تستخدم طرق عملها وتشجع نهجها في العلاج الأسري.
كما أثرت ساتير بشكل كبير على لوري هيمان جوردون أثناء تطويره برنامج بيرز (التطبيق العملي لمهارات العلاقة الحميمة). شغلت ساتير منصب الرئيس الفخري لمؤسسة بيرز.

## عملها كمؤلفة
نشرت ساتير كتابها الأول الذي حمل عنوان العلاج الأسري الموحد في عام 1964، طورته من دليل التدريب الذي كتبته لطلاب معهد الأبحاث العقلية. تنامت سمعتها مع اصدارها كل كتاب جديد، وسافرت حول العالم للتحدث عن أساليبها في العلاج. أصبحت أيضًا دبلوماسية في أكاديمية الأخصائيين الاجتماعيين المعتمدين وحصلت على جائزة الأداء المتميز من الرابطة الأمريكية للزواج والعلاج الأسري.
غالبًا ما دمجت ساتير تأملاتها مع كتاباتها الشعرية في كل من ورش العمل والكتابات العامة.